# William Soliman
William Soliman, né le 15 février 1980 à Saint-Denis, en Seine-Saint-Denis, est un joueur français de basket-ball. Il évolue aux postes d'ailier fort et de pivot.

## Clubs Successifs
- 1998-2000 :  ALM Évreux Basket Pro A
- 2000-2001 :  JSF Nanterre N2
- 2001-2002 :  ALM Évreux Basket Pro B
- 2002-2003 :  SPO Rouen Basket N1
- 2003-2004 :  ALM Évreux Basket Pro B
- 2004-2006 :  SPO Rouen Basket Pro B/Pro A
- 2006-2008 :  Chorale Roanne Basket Pro A
- 2008-2009 :  JA Vichy Pro A
- 2009-2011 :  SPO Rouen Basket Pro A/Pro B
- 2011-2012 :  Fos-sur-Mer Pro B
- 2012-2014 :  Hermine de Nantes Pro B
- 2014 :  BC Souffelweyersheim Pro B
- 2015 :  Poitiers Basket 86 Pro B
- 2015-2016 :  SAP Vaucluse N1
- 2016-2017 :  Rezé Basket 44 N2
- 2017-2018 :  Rezé Basket 44 N3
- 2018-2019 :  Rezé Basket 44 N2

## Palmarès
- Champion de France 2007 (Roanne)
- Vainqueur de la Semaine des As 2007 (Roanne)
- Champion de France de Nationale 1 2003 (Rouen)